# Rhinolophus rouxii
Rhinolophus rouxii — вид рукокрилих родини Підковикові (Rhinolophidae).

## Поширення
Країни проживання: Китай, Індія, М'янма, Непал, Шрі-Ланка. Записаний від рівня моря до 1370 м над рівнем моря. Цей вид живе в печерах, дуплах великих дерев у вологих вічнозелених лісах, невикористаних свердловинах, старих будинках і храмах.

## Загрози та охорона
Вид знаходиться під загрозою у зв'язку з печерним туризмом, що веде до зниження популяцій. Також загрожує втрата середовища існування, в основному за рахунок комерційних рубок та перетворення земель у землі сільськогосподарського використання. Цей вид був записаний у декількох охоронних територіях.